# Castigo (psicología)

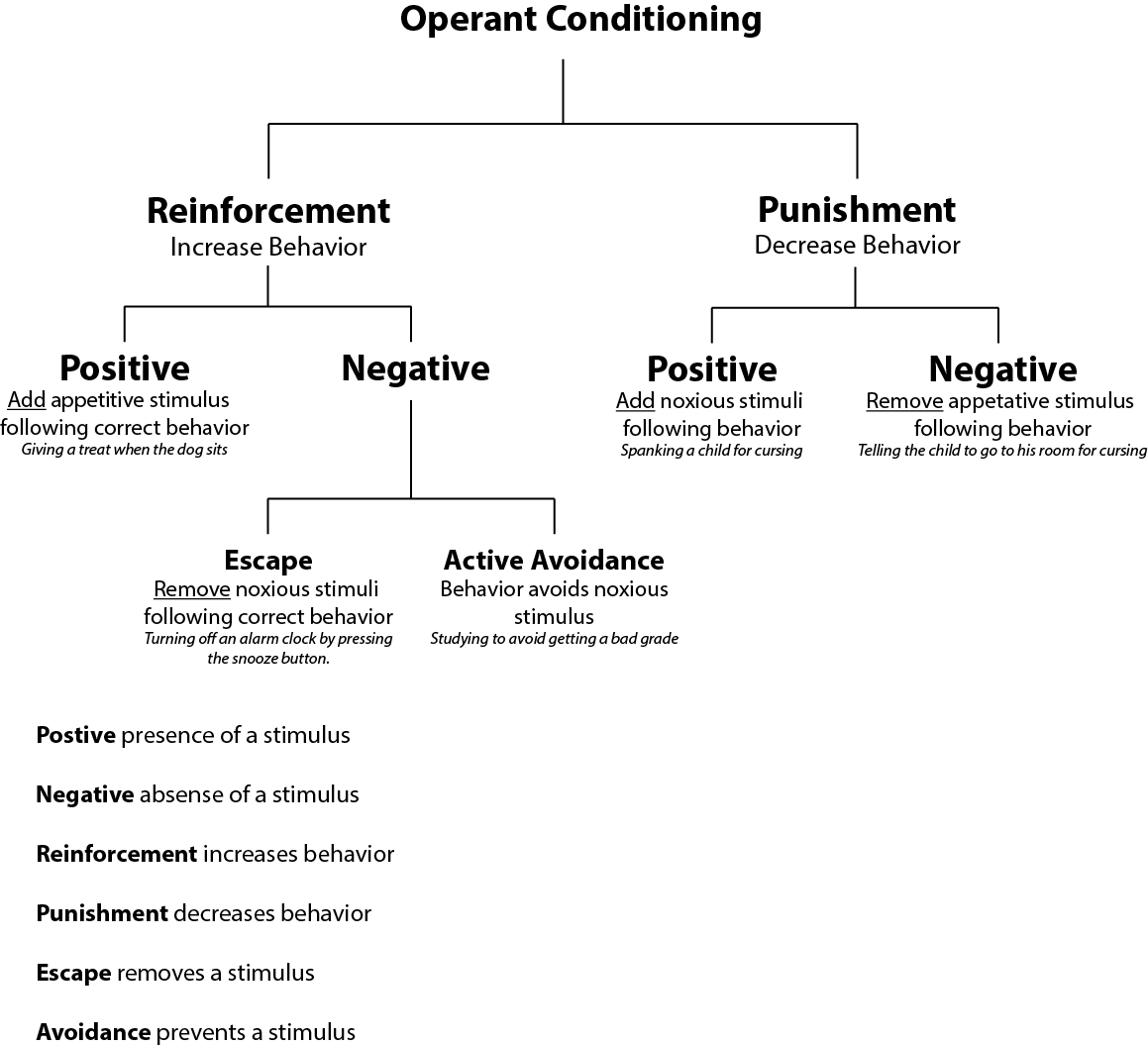
Imagen descriptiva de la jerarquía del condicionamiento operante (inglés).

El castigo es, en psicología  un tipo de condicionamiento instrumental. 
El castigo ocurre cuando la respuesta instrumental va seguida de un estímulo aversivo. Este estímulo aversivo puede consistir, en los experimentos de laboratorio, en pequeñas descargas eléctricas o ruidos estridentes. Aplicado a humanos, el castigo es habitual en la sociedad; no sólo sería castigo el físico o penal, también puede ser psicológico.
El castigo es un procedimiento contrario al condicionamiento de recompensa y similar a la preparación aversiva del condicionamiento clásico. El resultado es, como predice la ley del efecto, la disminución de la conducta. Este procedimiento al igual que otros programas son usados para las terapias de rehabilitación en personas con adicción al alcohol por ejemplo.
En ocasiones se ha distinguido entre "castigo positivo" (que consigue en administrar un estímulo aversivo después de la respuesta) y castigo negativo (que se produce cuando la respuesta impide la presentación de un refuerzo positivo). Sin embargo, es más habitual denominar a este último procedimiento entrenamiento de omisión, y llamar al "castigo positivo" simplemente castigo.
- Datos: Q3544090